# امانوئل، کنت دو لاکاز
امانوئل-آگوستن-دیودونه، کنت دو لاکاز (به فرانسوی: Emmanuel-Augustin-Dieudonné, comte de Las Cases) مورخ قرن هجدهم میلادی اهل فرانسه است.